# MC Alger
Der Mouloudia Club d’Alger, mit MC Algier abgekürzt, ist ein algerischer Fußballverein aus der Hauptstadt Algier.
Mit neun Meistertiteln gehört der 1921 gegründete Verein zu den erfolgreichsten Fußballmannschaften des Landes. Zudem haben die in Grün und Rot auftretenden Spieler neun Mal den nationalen Pokal geholt und 1976 die CAF Champions League gewonnen.
Das Stade 5 Juillet 1962, in dem die Heimspiele ausgetragen werden, fasst nach einer 2003 durchgeführten Renovierung 75.000 Zuschauer.

## Spieler
- Lakhdar Belloumi (1979–1981), Afrikas Fußballer des Jahres 1981.
- Rafik Saïfi (1998–1999)
- Noureddine Daham (2003–2006)
- Ismaël Bouzid (2006)

## Erfolge
- Algerische Meisterschaft (9)
  - Meister: 1972, 1975, 1976, 1978, 1979, 1999, 2010, 2023/24, 2024/25
  - Vizemeister: 1963, 1970, 1989, 2017, 2020
- Algerischer Pokal (7)
  - Sieger: 1971, 1973, 1976, 1983, 2006, 2007, 2014
  - Finalist: 2013
- Algerischer Fußball-Supercup (3)
  - Sieger: 2006, 2007, 2014
  - Finalist: 2016
- CAF Champions League
  - Sieger: 1976
- Maghreb Cup Winners Cup
  - Sieger: 1971, 1974
- Maghreb Champions Cup
  - Finalist: 1976
- North African Cup of Champions
  - Finalist: 2010

## Statistik in den CAF-Wettbewerben
| Wettbewerb                    | Runde                  | Gegner                  | Hinspiel        | Rückspiel          |  |
| ----------------------------- | ---------------------- | ----------------------- | --------------- | ------------------ |  |
|                               |                        |                         |                 |                    |  |
| CAF Champions Cup 1976        | 1. Runde               | Al-Ahly Bengasi         | 3:3 (A)         | 3:1 (H)            |  |
|                               | 2. Runde               | al Ahly Kairo           | 3:0 (H)         | 0:1 (A)            |  |
|                               | Viertelfinale          | Luo Union Nairobi       | 6:3 (H)         | 1:0 (A)            |  |
|                               | Halbfinale             | Enugu Rangers           | 0:2 (A)         | 3:0 (H)            |  |
|                               | FINALE (05.12./12.12.) | Hafia FC                | 0:3 (A)         | 3:0 (H) / Pen: 4:1 |  |
| CAF Champions Cup 1977        | 2. Runde               | Kampala City Council    | 1:1 (A)         | 3:2 (H)            |  |
|                               | Viertelfinale          | Mufulira Wanderers      | 2:1 (H)         | 0:2 (A)            |  |
| CAF Champions Cup 1979        | 1. Runde               | Al-Ahly Tripolis        | 2:1 (A)         | 2:0 (H)            |  |
|                               | 2. Runde               | Union Douala            | 2:0 (H)         | 0:2 (A) / Pen: 1:2 |  |
| CAF Champions Cup 1980        | 1. Runde               | AS Dragons de l’Ouémé   | 0:0 (A)         | 3:0 (H)            |  |
|                               | 2. Runde               | Stella Abidjan          | 2:4 (A)         | 3:1 (H)            |  |
|                               | Viertelfinale          | Canon Yaoundé           | 0:2 (A)         | 3:1 (H)            |  |
| African Cup Winners’ Cup 1984 | 1. Runde               | Racing Bobo-Dioulasso   | 4:0 (H)         | 0:2 (A)            |  |
|                               | 2. Runde               | al Ahly Kairo           | 1:0 (H)         | 1:3 (A)            |  |
| CAF Champions League 2000     | 1. Runde               | ASC Jeanne d’Arc Dakar  | 1:1 (H)         | 1:5 (A)            |  |
| CAF Confederation Cup 2007    | 1. Runde               | Kwara United            | 0:3 (A)         | 3:0 (H) / Pen: 5:6 |  |
| CAF Confederation Cup 2008    | 1. Runde               | Haras El-Hodood SC      | 0:0 (H)         | 0:1 (A)            |  |
| CAF Champions League 2011     | Qualifikation          | Olympic Real de Bangui  | 1:1 (A)         | 2:0 (H)            |  |
|                               | 1. Runde               | Dynamos Harare          | 1:4 (A)         | 3:0 (H)            |  |
|                               | 2. Runde               | GD Interclube           | 1:1 (A)         | 3:2 (H)            |  |
|                               | Gruppe B               | Espérance Tunis         | 1:1 (H)         | 0:4 (A)            |  |
|                               | Gruppe B               | WAC Casablanca          | 0:4 (A)         | 3:1 (H)            |  |
|                               | Gruppe B               | al Ahly Kairo           | 0:2 (A)         | 0:0 (H)            |  |
| CAF Confederation Cup 2015    | Qualifikation          | Sahel SC Niamey         | 0:0 (H)         | 0:2 (A)            |  |
| CAF Confederation Cup 2017    | Qualifikation          | Bechem United           | 1:2 (A)         | 4:1 (H)            |  |
|                               | 1. Runde               | FC Renaissance du Congo | 2:0 (H)         | 1:2 (A)            |  |
|                               | 2. Runde               | GD Interclube           | 0:1 (A)         | 4:0 (H)            |  |
|                               | Gruppe B               | Platinum Stars          | 1:1 (A)         | 2:0 (H)            |  |
|                               | Gruppe B               | CS Sfax                 | 2:1 (H)         | 0:4 (A)            |  |
|                               | Gruppe B               | Mbabane Swallows FC     | 0:0 (A)         | 2:1 (H)            |  |
|                               | Viertelfinale          | Club Africain Tunis     | 1:0 (H)         | 0:2 (A)            |  |
| CAF Champions League 2018     | Qualifikation          | AS Otohô                | 0:2 (A)         | 9:0 (H)            |  |
|                               | 1. Runde               | MFM FC                  | 1:2 (A)         | 6:0 (H)            |  |
|                               | Gruppe B               | Difaâ d’El Jadida       | 1:1 (H)         | 0:2 (A)            |  |
|                               | Gruppe B               | ES Sétif                | 1:0 (A)         | 1:2 (H)            |  |
|                               | Gruppe B               | Tout Puissant Mazembe   | 0:1 (A)         | 1:1 (H)            |  |
| CAF Champions League 2020/21  | Qualifikation          | Buffles du Borgou FC    | 1:1 (A)         | 5:1 (H)            |  |
|                               | 1. Runde               | CS Sfax                 | 2:0 (H)         | 0:1 (A)            |  |
|                               | Gruppe D               | al Zamalek SC           | 0:0 (A)         | 2. April (H)       |  |
|                               | Gruppe D               | Espérance Tunis         | 23. Februar (H) | 9. April (A)       |  |
|                               | Gruppe D               | Teungueth FC            | 5. März (A)     | 16. März (H)       |  |

- 1977: Der Verein erhielt in der ersten Runde ein Freilos.

## Stadtderby und Rivalitäten
Es besteht eine Rivalität zu den anderen etablierten Vereinen der Hauptstadt (CR Belouizdad und NA Hussein Dey), die größte Rivalität besteht aber zum Stadtrivalen USM Algier. Spiele zwischen MC Alger und USMA werden als großes Derby der Stadt bezeichnet. Es ist auch die am meisten ausgetragene Paarung im algerischen Fußball.
Ein weiterer Rivale ist USM El Harrach, ein Verein aus einer Vorstadt der Hauptstadt.
MC Alger, einer der erfolgreichsten Klubs des Landes, hat auch Rivalen außerhalb der Heimatregion. Dazu gehören MC Oran aus dem Westen des Landes und ES Sétif, ein renommierter Verein aus der Kabylei.
Nach dem Derby gegen USM Algier gilt aber der algerische Classico (Classico algérien) zwischen MC Alger und dem Rekordmeister JS Kabylie als wichtigstes Spiel für die Fans. Beide Klubs gelten national als Elite und auch als die bekanntesten Vereine Algeriens im afrikanischen Fußball.

## Stadionunglück vom 21. Juni 2025
Beim Spiel zwischen dem MC Alger und dem NC Magra (0:0) kam es zum Bruch einer Balustrade, die unter dem Gewicht der feiernden Fans zusammenbrach. Kurz nach dem Abpfiff kamen beim Sturz auf den Unterrang mindestens 3 Menschen ums Leben und mindestens 81 Personen wurden teils schwer verletzt.

## Handballteam
MC Alger ist mit großem Abstand der erfolgreichste Verein des algerischen Handballs. Zwischen 2008 und 2020 hieß die Handballmannschaft GS Pétroliers.
2020 fusionierte GSP wieder mit MC Alger.

### Nationale Titel
- Algerischer Meister (28)
  - 1982, 1984, 1987, 1988, 1989, 1991, 1992, 1994, 1995, 1997, 1998, 1999, 2000, 2001, 2002, 2003, 2005, 2006, 2007, 2008, 2009, 2010, 2011, 2013, 2014, 2016, 2017, 2018
- Algerischer Handballpokal (30)
  - 1982, 1983, 1987, 1989, 1990, 1991, 1993, 1994, 1995, 1997, 1998, 1999, 2000, 2001, 2002, 2003, 2004, 2005, 2006, 2007, 2008, 2009, 2010, 2011, 2012, 2013, 2014, 2017, 2019, 2022
- Algerischer Supercup (3)
  - 2016, 2022
  - Finalist: 2017, 2019, 2022

### Internationale Titel
- CAHB Champions League (11)
  - 1983, 1997, 1998, 1999, 2000, 2003, 2004, 2005, 2006, 2008, 2009
- Afrikanischer Pokal der Pokalsieger (9)
  - 1988, 1991, 1992, 1993, 1994, 1995, 1997, 1998, 1999
- Afrikanischer Supercup
  - 1994, 1995, 1996, 1997, 1998, 1999, 2004, 2005, 2006
- Arabische Champions League
  - 1989, 1991

## Basketballteam
Wie das Handballteam trat man zwischenzeitlich unter dem Namen GS Pétroliers auf. Die Basketballer sind ebenfalls Rekordmeister des Landes.

### Nationale Titel
- Algerischer Meister (21)
  - 1983, 1985, 1986, 1987, 1989, 2000, 2001, 2003, 2004, 2005, 2006, 2008, 2010, 2011, 2012, 2014, 2015, 2016, 2017, 2018, 2019
- Algerischer Handballpokal (20)
  - 1983, 1985, 1986, 1989, 1993, 2003, 2004, 2005, 2006, 2008, 2009, 2011, 2012, 2013, 2014, 2015, 2016, 2017 et 2018, 2019

### Internationale Titel
- Nordafrikanischer Landesmeisterpokal (2)
  - 1986, 1987
- Arabischer Pokal der Landesmeister
  - 1987, 2015